# Рюпел
Рюпел (нід. Rupel) — річка у Бельгії, притока Шельди. 
Утворюється злиттям річок Дейле та Нете, протікає територією провінції Антверпен. Судноплавна. До 1997 року була  частиною водного шляху, що з'єднував Брюссель з Атлантичним океаном - біля міста Віллеброк (нід. Willebroek) у річку впадав канал Брюссель - Рюпел. 1997 року канал від Віллеброку було продовжено до річки Шельди, після чого він отримав назву Брюссель — Шельда.  
На честь річки названо Рюпельський ярус — один з ярусів олігоцену Західної Європи.
| Бельгія | Це незавершена стаття з географії Бельгії. Ви можете допомогти проєкту, виправивши або дописавши її. |